# Dan Ingalls

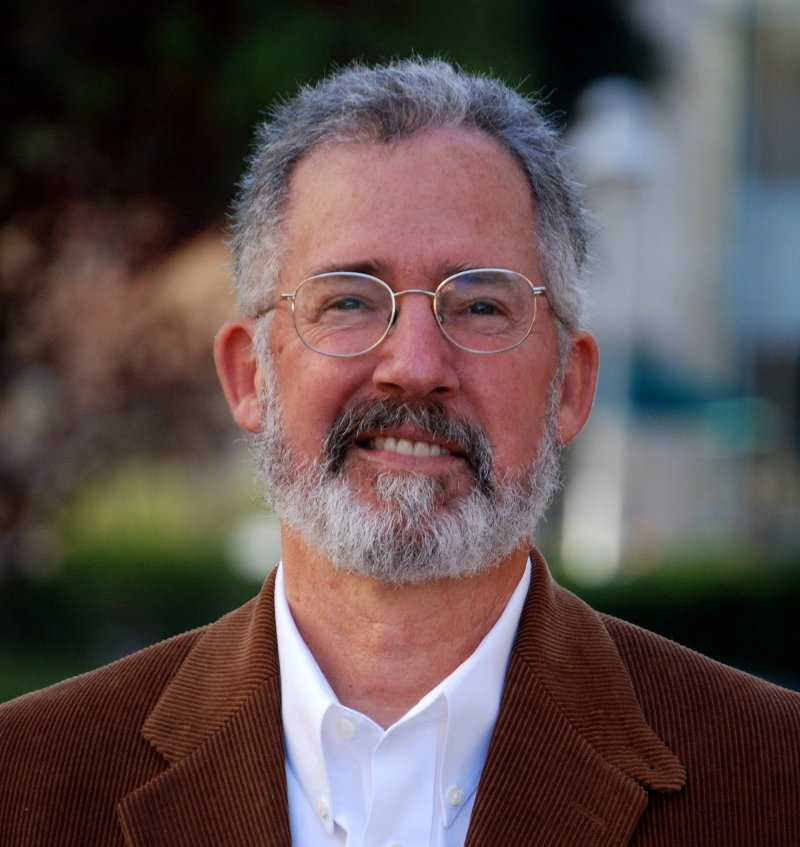
Daniel Ingalls

Daniel Henry Holmes Ingalls, Jr. (* 1944 in Washington, D.C.) ist ein US-amerikanischer Informatiker und einer der Begründer des objektorientierten Programmierens. Er ist durch seine Funktion als Architekt und Designer von fünf Smalltalk-Versionen bekannt.

## Leben
Ingalls studierte Physik an der Harvard University sowie Elektrotechnik an der Stanford University. Das Physik-Studium schloss er mit einem Bachelor ab, außerdem erhielt er einen Master-Abschluss in Elektrotechnik. Während er in Stanford an einem Ph.-D.-Abschluss arbeitete, gründete er gleichzeitig ein Unternehmen zum Vertrieb einer Erfindung im Bereich software measurement. Er perfektionierte diese und brach sein Studium ab.

## Werk
Seine wissenschaftliche Laufbahn begann Ingalls bei Xerox PARC. Dort begann auch seine lang dauernde Zusammenarbeit mit Alan Kay. Bei Xerox PARC beendete Ingalls auch die preisgekrönte Arbeit an Smalltalk. Daraufhin wechselte er zu Apple. Allerdings unterbrach er die wissenschaftliche Arbeit für eine gewisse Zeit, um im Familienbetrieb, einem Hotel in Virginia, zu arbeiten. Danach stieg er wieder in die wissenschaftliche Arbeit ein, erst bei der Interval Research Corporation, dann kehrte er zu Apple zurück. Bei Xerox und später bei Apple entwickelte er Fabrik, eine VPL-Umgebung, die rechenbetonte und grafische Komponenten beinhaltet, die der Benutzer miteinander verknüpfen kann, um eine Anwendung zu erstellen.
Später entwickelte er bei HP Labs ein Modulsystem für die Integrierte Entwicklungsumgebung Squeak. Er gründete außerdem das Unternehmen „Weather Dimensions Inc.“, welches lokale Wetterdaten auf PCs anzeigt.
Momentan arbeitet Ingalls als Ingenieur bei Sun Microsystems in dem Forschungsbereich Sun Labs. Sein neuestes Projekt ist eine JavaScript-Umgebung namens „Lively Kernel“, welches interaktive Web-Programmierung in Echtzeit erlaubt. Während er hauptsächlich bekannt ist durch seine Arbeit an Smalltalk, hat Ingalls auf Anraten seines Vaters, der Professor für Sanskrit Daniel H. H. Ingalls, Sr., auch ein Texterkennungssystem für Devanagari entwickelt.
Er lebt heute mit seiner Frau Cathleen Galas im kalifornischen Aptos, von wo aus er weiter zu der Entwicklung von Squeak und Suns JavaScript beiträgt.

## Auszeichnungen
Ingalls erhielt im Jahr 1984 ACM Grace Murray Hopper Award in der Kategorie „Outstanding Young Scientist“ (dt. „Herausragender Nachwuchswissenschaftler“) für seine Leistungen am Xerox PARC und Bit blit. Im Jahr 1987 erhielt er den ACM Software System Award gemeinsam mit Alan Kay und Adele Goldberg für die Arbeit an Smalltalk, welches die erste vollständig objektorientierte Programmiersprache war. 2022 wurde Ingalls als Fellow des Computer History Museum und mit dem Dahl-Nygaard-Preis ausgezeichnet.

## Schriften
- Daniel H. H. Ingalls: The Smalltalk Graphics Kernel. In: Byte. Vol. 6, Nr. 8, August 1981, ISSN 0360-5280, S. 168–194 (online [abgerufen am 1. August 2015]).
- Daniel H. H. Ingalls: Design Principles Behind Smalltalk. In: Byte. Vol. 6, Nr. 8, August 1981, ISSN 0360-5280, S. 286–298 (online [abgerufen am 1. August 2015]).